# Tribu Horatia
Ne pas confondre avec la gens Horatia, gens romaine éponyme.
La tribu Horatia est l'une des trente-et-une tribus rustiques de la Rome antique.